# ジョージ川口
ジョージ 川口（ジョージ かわぐち、1927年6月15日 - 2003年11月1日）は日本のドラム奏者。 本名：川口 譲治（かわぐち じょうじ）。
「ジャズドラムスの神様」と呼ばれた。

## 略歴
サックス奏者・川口養之助の次男として、京都府京都市に生まれる。6歳の時、単身赴任していた父に招かれ、一家で満洲の大連に渡った。満洲で見た音楽映画『聖林ホテル』におけるジーン・クルーパのドラムプレイに魅了され、ドラマーを志す。
旧制大連市立実業学校工科、満洲飛行学校を経て、陸軍航空士官学校に学び、終戦時は陸軍少年飛行兵として訓練を受けていた。
復員後、父のバンドに参加したのち、1947年に引き揚げ。同年三木鶏郎バンドに参加。米軍クラブなどで演奏活動を始め、1949年、東松二郎とアズマニアンやレイモンド・コンデとゲイ・セプテットに参加し、若手ドラマーとして注目されるようになる。
1953年に松本英彦、中村八大、小野満とともにジャズコンボ「ビッグ・フォア」を結成。ジャズブームの火付け役となり、大衆的人気を獲得した。のちに越路吹雪のバンド「ロイヤルポップスオーケストラ」や、自身のリーダーバンド「ジョージ川口&スーパーバンド」のドラマーとしても活動した。
亡くなる3日前までコンサートに出演していたが、10月31日に自宅で倒れ、2003年11月1日、脳出血のため亡くなった。満76歳没。墓所は多磨霊園。
没後、自身のバンドであった「ニュービッグフォー」は、息子の川口雷二が後を継いでいる。

### 受賞歴
- 1981年 - 第6回南里文雄賞[1]
- 1981年 - 第31回芸術選奨文部大臣賞（ジャズ界初）[1]
- 1988年 - 紫綬褒章[1]
- 1997年 - 勲四等旭日小綬章[1][4]
- 2003年 - 第45回日本レコード大賞特別功労賞[1]

## プレイスタイル・評価
- 「豪放な迫力」「華麗で楽しい魅力」「スピード感とパワーにあふれた豪快なドラムソロ」と評された[1]。
- 他ジャンルとの競演もこなしており、和太鼓奏者の小口大八とのセッションは幾度となく行われた。

## 人物・エピソード
- 口ひげがトレードマークだった[1]。
- 射撃競技の趣味が高じ、1964年東京オリンピックでクレー射撃の国際審判員を務めるに至った[1]。

### ほら吹きジョージ
川口は、日本のジャズメンの中でも極め付きの「ほら吹き」として知られた。彼の奇想天外な虚言を真に受けたライターが、ほらをそのままメディアに記し、
日本ジャズ史として記してしまった例もあるとされる。
以下は「ほら吹きジョージ」の珍エピソードの一例。
- 川口の演奏に感激した人々の反応。
  - 満洲でソ連兵相手に演奏すると、あまりに気に入られて本国ソ連に連れて行かれそうになったため、一升瓶の醤油を飲んで仮病を装うことであきらめさせて、逃げるように内地に引き揚げた。
  - 終戦直後の日本劇場（日劇）に出演した際、たまたま訪れていた地方の興行主が演奏に感激し、札束を荒縄で縛って楽屋に持参し、出演を依頼した。
- 現金以外をギャラ等としてもらった話。
  - 終戦直後に横須賀の米軍キャンプで演奏し、ギャラとして駆逐艦をもらった（B-29をもらったが置き場所がないから飛行場に放置してある、というバージョンもある）。
  - ポーカーで勝って芝公園を手に入れたが、翌日負けて手放した。
- バディ・リッチとドラム合戦を演じて、完全勝利した。
- ジーン・クルーパは初来日の前から、川口の存在を「東洋のクルーパ」として知っていた。
- ジーン・クルーパ初来日の際、川口のドラムセットを見て自分の楽器を使われていると勘違いして怒った。同じイニシャルの「GK」が書いてあるため。
- 戦争中のベトナムに慰問に行き、休憩時間にアメリカ軍一個中隊の護衛付きでメコン川を泳いだ。また慰問ライブをしている最中にベトコンの襲撃を受け、メンバーが次々と撃たれる中、最後までドラムソロを止めなかった。飛んできた弾が時々シンバルをかすめて、よりよい演奏になった。脱出の際、ジェット戦闘機に乗り込んだが、パイロットが流れ弾を受け即死。自分が代わって運転し嘉手納基地まで戻り、その後アメリカ軍から勲章をもらった。

あまりにほらが過ぎて、誤った経歴を紹介されることも度々だったが、1958年の松山市公民館で行なわれた白木秀雄とのドラム合戦の最中、会場で殺人事件が起きたというのは事実である。当時の地方興行は地元のヤクザの一家が取り仕切るのが常識だったが、客の中に仕切りをしていた組と対立する組の人間が潜んでおり、コンサートを荒らそうと目論んでいた。ステージで演奏が始まると同時にその組員はステージに乗り込もうとしたが、警備をしていた組員らに囲まれ、あっという間に刺し殺されてしまった。しかし当の川口と白木は勝負に熱中しておりまったく気付かなかった。これが俗にいう「ドラム殺人事件」である。

## ディスコグラフィ

### ビッグ・フォア
- ジャズ・アット・ザ・トリス（キング 1957年）
- オリジナル・ビッグ・フォア（キング 1959年）
- Caravan（タクト 1967年）
- ジョージ・アンド・スリーピー（ビクター 1969年）
- BLOW! BLOW! BIG 4 ジョージ川口とビッグ4創立25周年記念リサイタル（コロムビア 1974年）
- THE BIG 4（スリー・ブラインド・マイス 1976年）
- オリジナル・ビッグ・フォー・ライブ（フィリップス 1977年）※ザ・ビッグ・フォー+小野満&スウィング・ビーバーズ名義

### ビッグ・フォア+1
- ON STAGE! BIG 4 PLUS 1（ビクター 1958年）
- いのち（ローヤル 1967年）
- Big Apple（日本クラウン 2000年）※ジョージ川口 New Big 4+1名義

### ジョージ川口&スーパーバンド
- スーパー・ドラムス（パドルホイール 1979年）
- スーパー・ドラムス2 ジーン・クルーパに捧ぐ（パドルホイール 1983年）

### その他のリーダー作品
- アフリカン・ホット・ダンス（エレクトリックバード 1980年）※ジョージ川口&スーパー・フュージョン・バンド名義
- KILLER JOE（ユニオンジャズ 1982年）※ジョージ川口&アート・ブレイキー名義
- BIG 2（パドルホイール 1982年）※Lionel Hampton Swings with George Kawaguchi名義
- スーパー・ジョージ（パドルホイール 1985年）
- ジョージ川口・プレイズ・ハービー・ハンコック（パドルホイール 1987年）

### その他の参加作品
- DRUM-SCOPE（キング 1957年）
- ジョージ川口=石川晶 ドラム&ドラム（テイチク 1970年）
- ジャズ・アドベンチャー・イン・ドラム（ビクター 1970年）
- 四つのジャズ・ドラム（ワーナー 1973年）※ジョージ川口、猪俣猛、原田イサム、日野元彦
- 白熱のドラム合戦 フランキー堺とジョージ川口（ビクター 1976年）
- ザ・ドラム・バトル（東芝レコード 1979年）※ジョージ川口、ジミー竹内、ドナルド・ベイリー、奥平真吾

### コンピレーション
- スーパー・ドラムス1+2（パドルホイール 1985年）
- 日本ジャズ創生記 ジョージ川口&ビッグ4（パドルホイール 1995年）
- ジョージ川口ベスト 楽歴50周年記念盤（パドルホイール 1995年）

### 映像作品
- Collaboration（パイオニアLDC 1982年）※George Kawaguchi Meets Shelly Manne名義のレーザーディスク作品

## 主な出演作品

### 映画
- お転婆三人姉妹 踊る太陽（1957年、日活)

### テレビ
- ザ・ガードマン（大映テレビ室・TBS）
  - 第6話「ガラスの太鼓」（1965年）本人役　
  - 第40話「結婚と微笑」（1966年）

### CM
- 三菱電機「シティフェイス」(1981年、共演の女性の名前は不明)
- ツムラ「活」（1992年）

## 著書
- 人生は4ビート! ジョージ川口自伝（文化出版局 1982年）
- 私の履歴書 ドラム・ソロは終わらない（日経事業出版社 1995年）